# 柳田聖人
柳田 聖人（やなぎた しかと、1969年5月28日 - ）は、宮崎県延岡市出身の元プロ野球選手（内野手）。

## 経歴

### プロ入り前
宮崎県延岡市出身。延岡工業高校では背番号6ながら投手として3年夏の甲子園に出場。
投手で一番打者、主将として出場し、1.2回戦勝ちあがったが、
川島堅のいた東亜学園に3回戦で敗れる。

### 南海・第1次ダイエー時代
1987年ドラフト3位で南海に入団。
1990年は1A・サリナス・スパーズに野球留学し、オールスターにも出場。
終盤に帰国し、三塁手としてスタメンで初出場している。その後は湯上谷宏、馬場敏史、森脇浩司ら柳田と同じ小技に長けたタイプの内野手の陰に隠れ、また藤本博史、若井基安ら打力に勝る選手を脅かすには至らなかった。
ウエスタン・リーグでは1992年に盗塁王、1993年には首位打者（打率.346）を獲得している。同年オフ、高野光との交換トレードでヤクルトへ移籍。

### ヤクルト時代
1994年、レックス・ハドラーの退団で空いた二塁手のポジションを笘篠賢治、桜井伸一らと争うが定着はできず、最終的には外野手に転向していた土橋勝征が復帰した。しかし、野村克也監督から「一芸に秀でよ」と言われてバイプレーヤーとして生きることを決め、この年代走・守備固めとして故障者の続出したチームを支えた。
1995年、チームはリーグ優勝・日本一に輝くが柳田自身は一軍出場なしに終わる。同年オフ、田畑一也・佐藤真一との交換トレードで河野亮と共に古巣・ダイエーに復帰。

### 第2次ダイエー時代
1996年、不振の松永浩美の代役として三塁手としての先発出場が増える。8月21・22日のロッテ戦では初めて一塁手として先発出場している。
1997年、当初は一塁、5月末からは三塁、8月末からは二塁とチーム事情に合わせて3つのポジションでスタメンを務め、自身初めて100試合以上に出場、レギュラー定着を果たした。またこの年7年ぶりの本塁打（通算2本目）を放っている。
1998年、初めての開幕スタメン出場（二塁手）。この年からコンバートされた浜名千広との併用で二塁、前年オフにプロ野球脱税事件で8週間の出場停止処分を受けた小久保裕紀の代役として三塁を務める。小久保は復帰後1ヶ月もたたず右肩関節唇損傷の重傷により離脱、以後閉幕までその穴を埋め、自身最高の124試合出場を記録した。また、同年のオールスターに小久保の代替選手として出場と言われていたが、東尾監督から直接「小久保の代わりではないからな」と伝えられた。本人はそのことについて、東尾監督の心遣いに感謝していた。一方でシーズン終了後には西日本新聞によって敵軍バッテリーのサイン盗み疑惑が報道され、これに関与していたとして今度は自身が一時スキャンダルの当事者となったが、証拠不十分として処分には至らなかった。
1999年、前年同様浜名との併用で二塁、小久保が一塁・指名打者に入る試合は三塁で出場、球団の福岡移転後初のリーグ優勝に貢献した。日本シリーズでも全5試合中、第4戦を除く4試合に先発出場（第4戦も途中出場している）、日本一に輝いた。日本シリーズ後のビールかけでは、シーズン・シリーズ双方でダイエーの前評判が低かったことから、テレビカメラに向かって「解説者の皆さん、申し訳ありませんが私たちが日本一です！ざまあみろ解説者、キャンプを見に来ーい‼︎」と発言した。自身が解説者を務めるようになった2003年、上記の発言について反省していると述べている。
2000年、自身2度目の開幕スタメン出場（二塁手）。しかし打撃不振により浜名共々二塁を鳥越裕介に明け渡し、鳥越が遊撃手に回った後も二塁には本間満が台頭。一軍と二軍を行き来するシーズンとなった。ただし2年連続のリーグ優勝を決めた10月7日のオリックス戦ではスタメン出場、日本シリーズでは3試合に途中出場。
2001年、遊撃手には鳥越、二塁には井口忠仁が定着したため一軍出場はなく、球団から戦力外通告を受け、同年限りで現役引退。

### 現役引退後
2002年はダイエーの二軍守備・走塁コーチを務めた。
2003年からは、スポーツ・アイ ESPN（現在のJ sports ESPN）にてダイエー戦中継の解説を務めた。プロ野球マスターズリーグにも福岡ドンタクズの選手として参加した。
2005年に四国アイランドリーグ・徳島インディゴソックスコーチ。
2006年に韓国・ロッテ・ジャイアンツコーチを務めた。
2007年は四国アイランドリーグ・香川オリーブガイナーズコーチを務めるが、体調不良を理由に8月31日付で退団。2007年、四国アイランドリーグ新記録（当時）となる40盗塁で盗塁王を獲得した三輪正義は、タイトルを獲得できたのはコーチを務めていた柳田にスタートの切り方、走塁のテクニックを教えてもらったおかげと話している。三輪は同年のドラフト会議で東京ヤクルトスワローズから6巡目で指名を受けた。
2008年、J SPORTSのソフトバンク戦中継の解説に復帰。
2010年からは出演していない。
2012年から、スポーツオーソリティ大牟田店に勤務している。
2016年の学生野球資格回復研修を受講した上で、翌2017年2月7日に日本学生野球協会より学生野球資格回復の適性認定を受けたことにより、学生野球選手への指導が可能となった。

## 詳細情報

### 年度別打撃成績
| 年 度     | 球 団     | 試 合 | 打 席 | 打 数 | 得 点 | 安 打 | 二 塁 打 | 三 塁 打 | 本 塁 打 | 塁 打 | 打 点 | 盗 塁 | 盗 塁 死 | 犠 打 | 犠 飛 | 四 球 | 敬 遠 | 死 球 | 三 振 | 併 殺 打 | 打 率 | 出 塁 率 | 長 打 率 | O P S |
| --------- | --------- | ----- | ----- | ----- | ----- | ----- | -------- | -------- | -------- | ----- | ----- | ----- | -------- | ----- | ----- | ----- | ----- | ----- | ----- | -------- | ----- | -------- | -------- | ----- |
| 1990      | ダイエー  | 8     | 21    | 19    | 3     | 6     | 0        | 0        | 1        | 9     | 4     | 0     | 0        | 0     | 0     | 1     | 0     | 1     | 4     | 1        | .316  | .381     | .474     | .855  |
| 1991      | ダイエー  | 13    | 10    | 10    | 3     | 3     | 1        | 0        | 0        | 4     | 1     | 0     | 0        | 0     | 0     | 0     | 0     | 0     | 1     | 1        | .300  | .300     | .400     | .700  |
| 1993      | ダイエー  | 7     | 14    | 11    | 0     | 1     | 0        | 0        | 0        | 1     | 1     | 0     | 0        | 2     | 0     | 1     | 0     | 0     | 1     | 0        | .091  | .167     | .091     | .258  |
| 1994      | ヤクルト  | 53    | 60    | 52    | 14    | 9     | 2        | 0        | 0        | 11    | 3     | 1     | 0        | 2     | 2     | 4     | 0     | 0     | 5     | 3        | .173  | .224     | .212     | .436  |
| 1996      | ダイエー  | 61    | 125   | 111   | 16    | 24    | 3        | 0        | 0        | 27    | 10    | 1     | 2        | 5     | 1     | 8     | 0     | 0     | 17    | 2        | .216  | .267     | .243     | .510  |
| 1997      | ダイエー  | 110   | 320   | 275   | 31    | 66    | 9        | 2        | 1        | 82    | 30    | 6     | 2        | 15    | 3     | 25    | 1     | 2     | 30    | 4        | .240  | .305     | .298     | .603  |
| 1998      | ダイエー  | 124   | 390   | 334   | 27    | 84    | 11       | 0        | 0        | 95    | 35    | 9     | 3        | 25    | 3     | 25    | 0     | 3     | 31    | 8        | .251  | .307     | .284     | .591  |
| 1999      | ダイエー  | 121   | 378   | 336   | 31    | 89    | 13       | 1        | 1        | 107   | 29    | 3     | 5        | 20    | 2     | 16    | 0     | 4     | 28    | 4        | .265  | .304     | .318     | .623  |
| 2000      | ダイエー  | 58    | 107   | 85    | 8     | 11    | 0        | 0        | 0        | 11    | 1     | 1     | 0        | 13    | 1     | 8     | 0     | 0     | 12    | 2        | .129  | .202     | .129     | .331  |
| 通算：9年 | 通算：9年 | 555   | 1425  | 1233  | 133   | 293   | 39       | 3        | 3        | 347   | 114   | 21    | 12       | 82    | 12    | 88    | 1     | 10    | 129   | 25       | .238  | .292     | .281     | .573  |

### 記録
- 初出場・初先発出場：1990年9月28日、対日本ハムファイターズ21回戦（東京ドーム）、7番・三塁手として先発出場
- 初安打・初打点：同上、4回表に酒井光次郎から
- 初本塁打：1990年10月13日、対近鉄バファローズ25回戦（平和台球場）、6回裏に小野和義からソロ
- オールスターゲーム出場：1回（1998年）

### 背番号
- 40（1988年 - 1989年）
- 61（1990年 - 1993年）
- 00（1994年 - 1995年）
- 39（1996年）
- 4（1997年 - 2001年）
- 75（2002年）